# John Desmond Clark
John Desmond Clark (Londra, 10 aprile 1916 – Oakland, 14 febbraio 2002) è stato un paleontologo britannico.
Docente all'Università della California - Berkeley dal 1961, collegò la faunistica e paleobotanica alla struttura socio-economica delle comunità preistoriche, avviando un nuovo filone di studio.
Tra le sue opere La preistoria nell'Africa del Sud (1959) e La preistoria in Africa (1970).